# Millie Brady
Millie Brady, właśc. Camilla Eve Brady (ur. 24 grudnia 1993) – brytyjska aktorka i modelka, która grała m.in. w filmach Duma i uprzedzenie, i zombie, Legend (2015), Król Artur: Legenda miecza oraz serialach Upadek królestwa i Gambit królowej.

## Życiorys

### Młodość
W dzieciństwie mieszkała w wielu miejscach w Anglii. Mając 11-18 lat uczęszczała do szkoły St Mary's School Ascot. Później mieszkała wraz ze swoją siostrą w Hampstead

### Kariera aktorska
Przełomem w jej karierze była rola w serialu Mr Selfridge. W 2015 zagrała w filmie Guya Ritchiego pod tytułem Król Artur: Legenda miecza.
Brady zagrała główną rolę w pilocie serialu - nowej adaptacji Klanu Niedźwiedzia Jaskiniowego, który jednak nie został wykorzystany.